# Anseau III de Traînel
Anseau III de Traînel ou Anseu, Ansel, Anselme (né vers 1155, † après 1208) est le fils aîné d'Anseau II de Traînel, seigneur de Traînel, et d'Ermesinde de Bar-sur-Seine. Il est seigneur de Traînel, en Champagne, à la fin du XIIe siècle et au début du XIIIe siècle.

## Biographie
Né vers 1155, Anseau III de Traînel est le fils aîné d'Anseau II de Traînel, seigneur de Traînel, et d'Ermesinde de Bar-sur-Seine.
En 1188 ou 1189, à la mort de son père, il hérite de la seigneurie familiale de Traînel.
En 1196, il fait un don à la léproserie des Deux-Eaux pour sa sœur Marie qui était lépreuse,.
En avril 1198, à Melun, il sert de caution, avec son cousin Garnier III de Traînel et Jean de Montmirail, de la foi jurée au roi par le comte de Champagne Thibaud III,.
En mai 1201, il sert de nouveau de caution avec son cousin Garnier III de Traînel pour la fidélité de la comtesse Blanche de Navarre envers le roi,.
En 1205, il reconnaît que ses terres de Villeneuve-aux-Riches-Hommes sont du fief de la comtesse Blanche de Navarre.
En 1208, il vend à la comtesse Blanche de Navarre tout ce qu'il avait dans le péage de Pont-sur-Seine.
Anseau III de Traînel meurt peu après 1208 et est inhumé au chapitre de l'abbaye de Vauluisant.

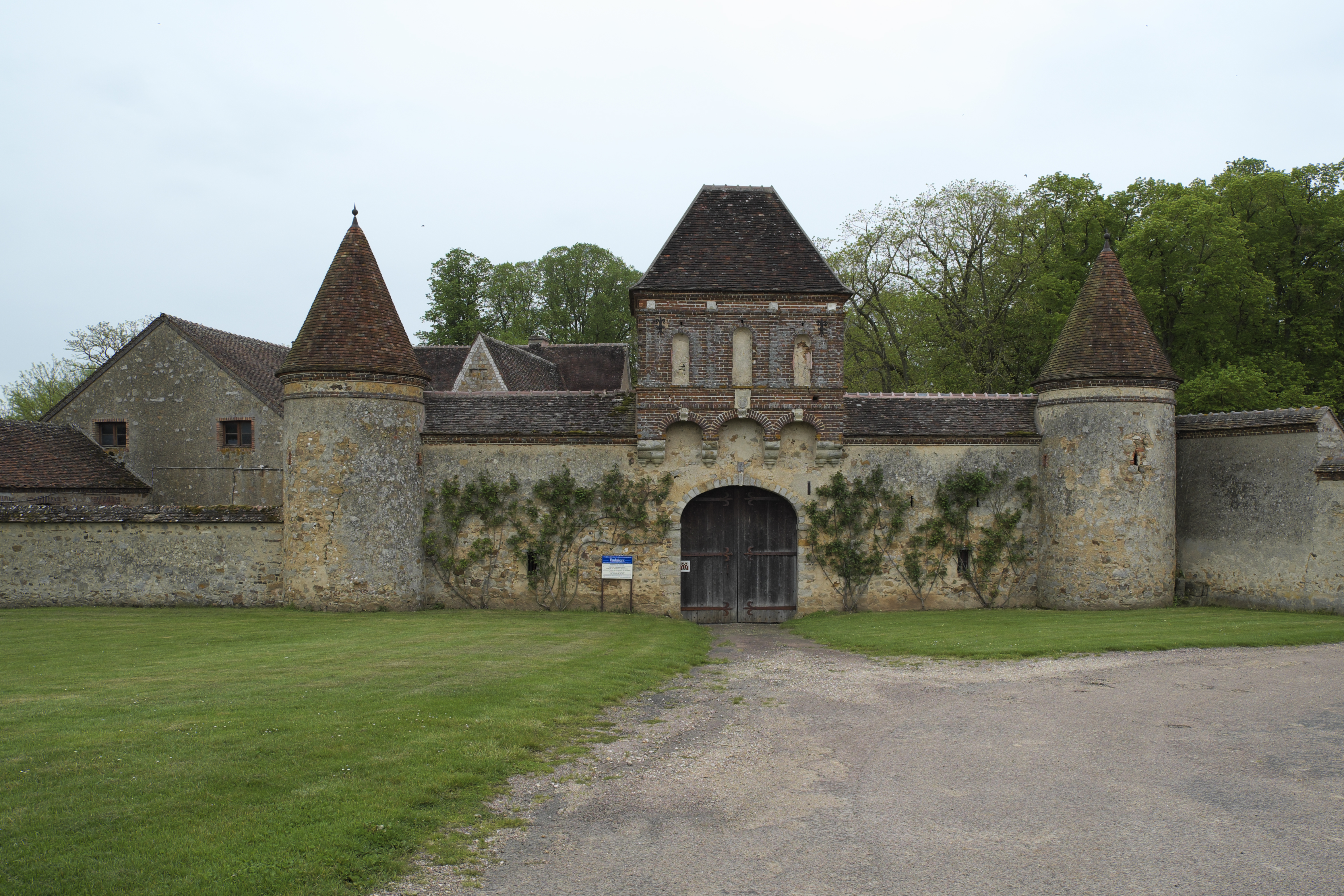
Portail de l'abbaye de Vauluisant.

C'est son fils, Anseau IV qui lui succède à la tête de la seigneurie de Traînel tandis que le second, Érard, devient seigneur de Foissy et de Pouy,. Toutefois, ceux-ci étant encore trop jeunes, leurs terres seront administrées sous la tutelle de leur mère Ide de Brienne.

## Mariage et enfants
Il épouse Ide de Brienne, fille de Érard II de Brienne, comte de Brienne, et d’Agnès de Nevers, dont il a deux enfants, :
- Anseau IV de Traînel, qui succède à son père ;
- Érard de Traînel, qui devient seigneur de Foissy et de Pouy. Il épouse en premières noces Agnès Cauda de la Queue-en-Brie, puis en secondes noces Yolande de Montaigu. De l'une des deux, il a un enfant, Jean de Traînel, probablement mort jeune sans descendance.